# Phoradendron tachiranum
Phoradendron tachiranum är en sandelträdsväxtart som beskrevs av Kuijt. Phoradendron tachiranum ingår i släktet Phoradendron och familjen sandelträdsväxter. Inga underarter finns listade i Catalogue of Life.